# Ichneumon potanini
Ichneumon potanini är en stekelart som beskrevs av Kokujev 1904. Ichneumon potanini ingår i släktet Ichneumon och familjen brokparasitsteklar. Inga underarter finns listade i Catalogue of Life.